# A̧̍
Cette page contient des caractères spéciaux ou non latins. S’ils s’affichent mal (▯, ?, etc.), consultez la page d’aide Unicode.
A̧̍ (minuscule : a̧̍), appelé A ligne verticale cédille, est une lettre utilisée dans l'écriture du dowayo au Cameroun.
Elle est formée de la lettre A diacritée d’une ligne verticale et d’une cédille.

## Représentations informatiques
Le A ligne verticale cédille peut être représente avec les caractères Unicode suivants :
- décomposé (latin de base, diacritiques) :

| formes    | représentations | chaînes de caractères | points de code       | descriptions                                                                      |
| --------- | --------------- | --------------------- | -------------------- | --------------------------------------------------------------------------------- |
| capitale  | A̧̍               | A◌̧◌̍                   | U+0041 U+0327 U+030D | lettre majuscule latine a diacritique cédille diacritique ligne verticale en chef |
| minuscule | a̧̍               | a◌̧◌̍                   | U+0061 U+0327 U+030D | lettre minuscule latine a diacritique cédille diacritique ligne verticale en chef |

## Sources
- Nouveau Testament Doyayo, Société biblique du Cameroun, 1991 (lire en ligne)